# Sv. Ožbolt
Sv. Ožbolt je naselje u slovenskoj Općini Škofji Loki. Sv. Ožbolt se nalazi u pokrajini Gorenjskoj i statističkoj regiji Gorenjskoj. 

## Stanovništvo
Prema popisu stanovništva iz 2002. godine naselje je imalo 78 stanovnika.